# Prime Time (파이어하우스 앨범)
| 평가 점수 | 평가 점수 |
| 출처      | 점수      |
| --------- | --------- |
| 올뮤직    | [ 1 ]     |

Prime Time은 록 밴드 파이어하우스의 일곱 번째 스튜디오 음반이다. 이 음반은 2003년 일본의 포니 캐년에서, 2004년 미국에서 발매되었다.
이 음반은 다리오 세이샤스가 베이스 기타를 연주한 유일한 음반으로, 그는 음반이 완성된 후 밴드를 떠났다. 이후 앨런 맥켄지가 그의 자리를 대신했다. 이 음반은 2024년 4월 C. J. 스네어가 사망하기 전까지 보컬 C. J. 스네어가 참여한 파이어하우스의 마지막 오리지널 스튜디오 음반이다.

## 곡 목록
별도로 명시된 경우를 제외하고 모든 곡은 레버티와 스네어가 작곡했다.
1. "Prime Time" (포스터, 레버티, 스네어) - 4:34
2. "Crash" (포스터, 레버티, 스네어) - 4:33
3. "Door to Door" (포스터, 레버티) - 5:27
4. "Perfect Lie" - 4:30
5. "Holding On" (레버티) - 4:06
6. "Body Language" - 3:53
7. "I'm the One" (레버티) - 5:24
8. "Take Me Away" - 3:55
9. "Home Tonight" (포스터, 레버티, 스네어) - 3:31
10. "Let Go" (스네어) - 4:39

## 참여 인원
- C. J. 스네어 - 보컬, 키보드
- 빌 레버티 - 기타s, 트랙 5와 7의 보컬
- 마이클 포스터 - 드럼, 트랙 3의 보컬
- 다리오 세이샤스 - 베이스 기타